# 베를린-브란덴부르크 방송

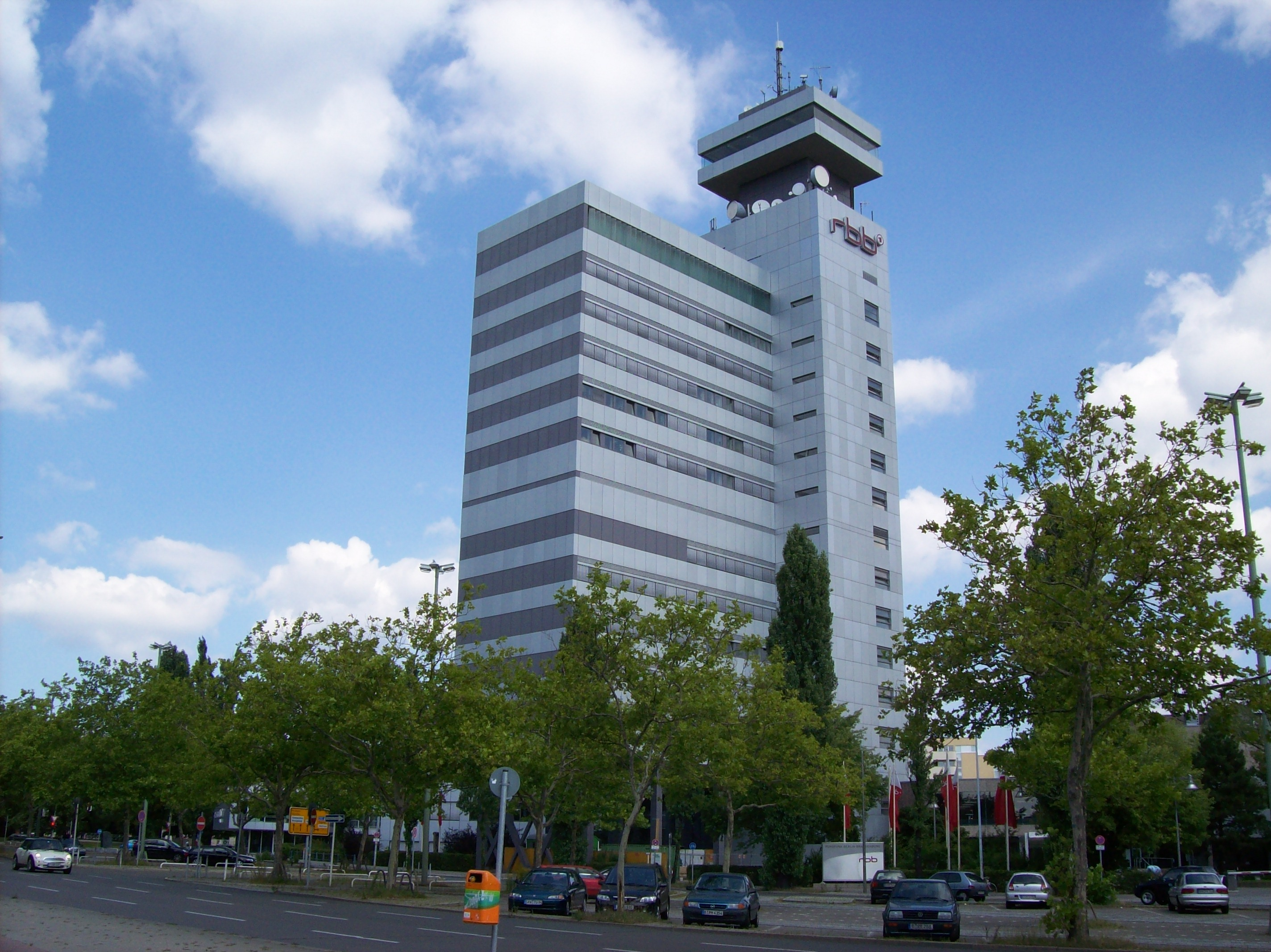
rbb의 베를린 본부

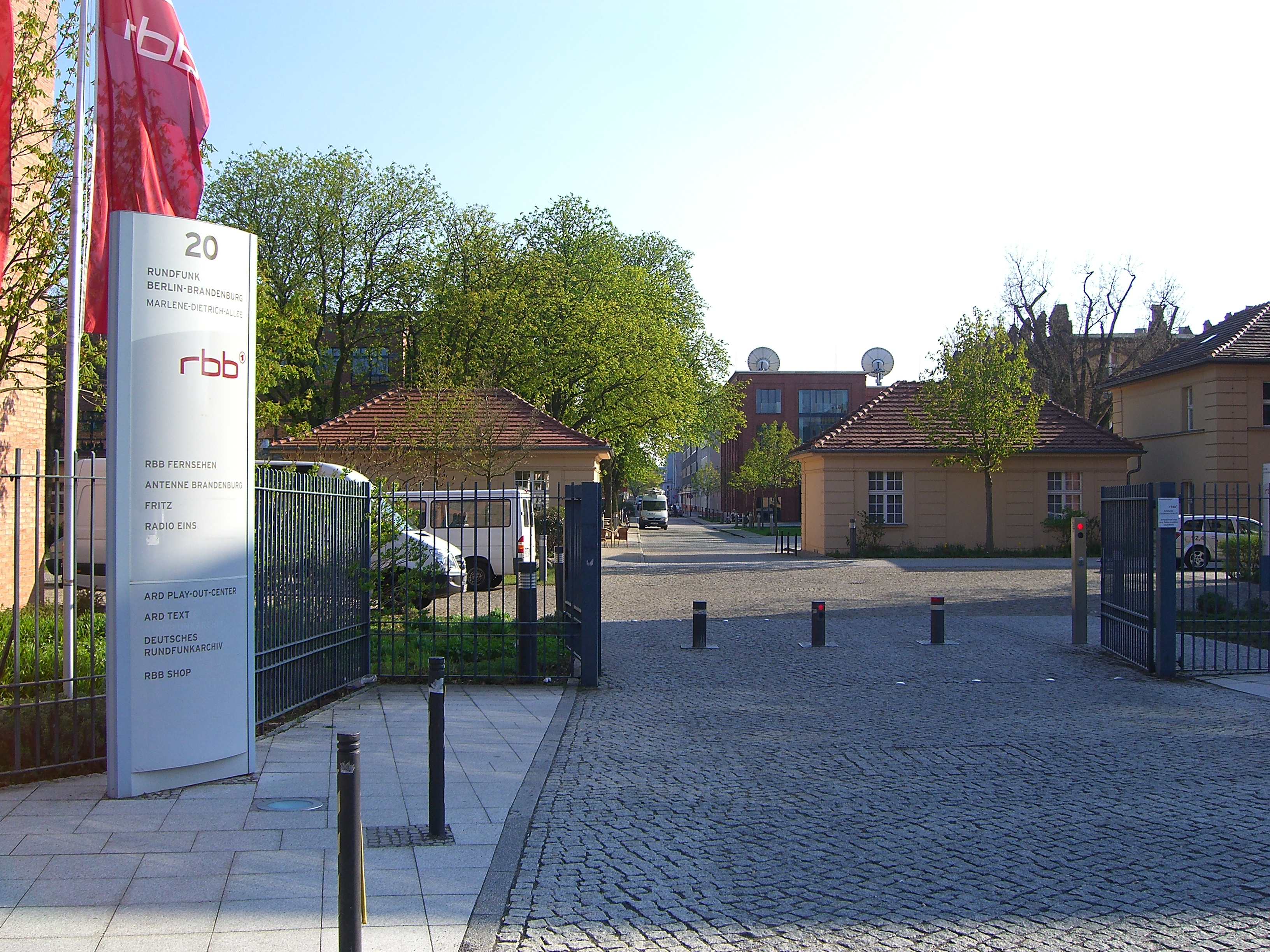
rbb의 포츠담 본부

베를린-브란덴부르크 방송(독일어: Rundfunk Berlin-Brandenburg, rbb)는 베를린과 브란덴부르크 주를 권역으로 하는 ARD계 방송국이다.
rbb는 베를린을 권역으로 하는 자유 베를린 방송(Sender Freies Berlin, SFB), 포츠담에 본사를 두고 있고 브란덴부르크를 권역으로 하는 동독일-브란덴부르크 방송(Ostdeutscher Rundfunk Brandenburg, ORB)의 합병으로 2003년 5월 1일에 설립되었다.
rbb는 베를린과 포츠담의 두 개 스튜디오 외에 지역 스튜디오 부스와 지역 사무소가 있으며, ARD 국제 스튜디오를 운영하고 있다.

## 텔레비전 채널
- rbb Fernsehen : 베를린의 SFB1와, 브란덴부르크의 ORB TV가 합병하여 개국하였다. 19:30~20:00 사이에 각 지역에서 별도의 지역 뉴스 프로그램을 방송하는데 브란덴부르크 지역에는 'Brandenburg aktuell', 베를린 지역에는 'Abendschau'를 방송한다.
- Das Erste : ARD의 전국 방송 채널. 이곳에서 rbb의 편성 비율은 7% 정도이다.

## 라디오 채널
- Radio Berlin 88,8 : 베를린에서 방송되는 베를린 지역 방송.
- Antenne Brandenburg : 포츠담에서 방송되는 브란덴부르크 지역 방송.
- radioeins : 포츠담에서 방송되는 청년층을 위한 프로그램의 라디오.
- Fritz : 포츠담에서 방송되는 청소년 대상 프로그램 방송.
- Kulturradio : 베를린에서 방송되는 문화, 클래식 방송.
- Inforadio : 베를린에서 방송되는 뉴스, 시사 프로그램 방송.
- Sorbischer Rundfunk : mdr과 공동으로 운영하는 방송.
- COSMO : WDR, 라디오 브레멘과 공동으로 운영하는 방송. 1994년 9월 18일~2008년  12월 31일까진 'Radio Multikulti'로, 2016년 12월 31일까지는 funkhaus europa로 불렀다.